# Парковая революция

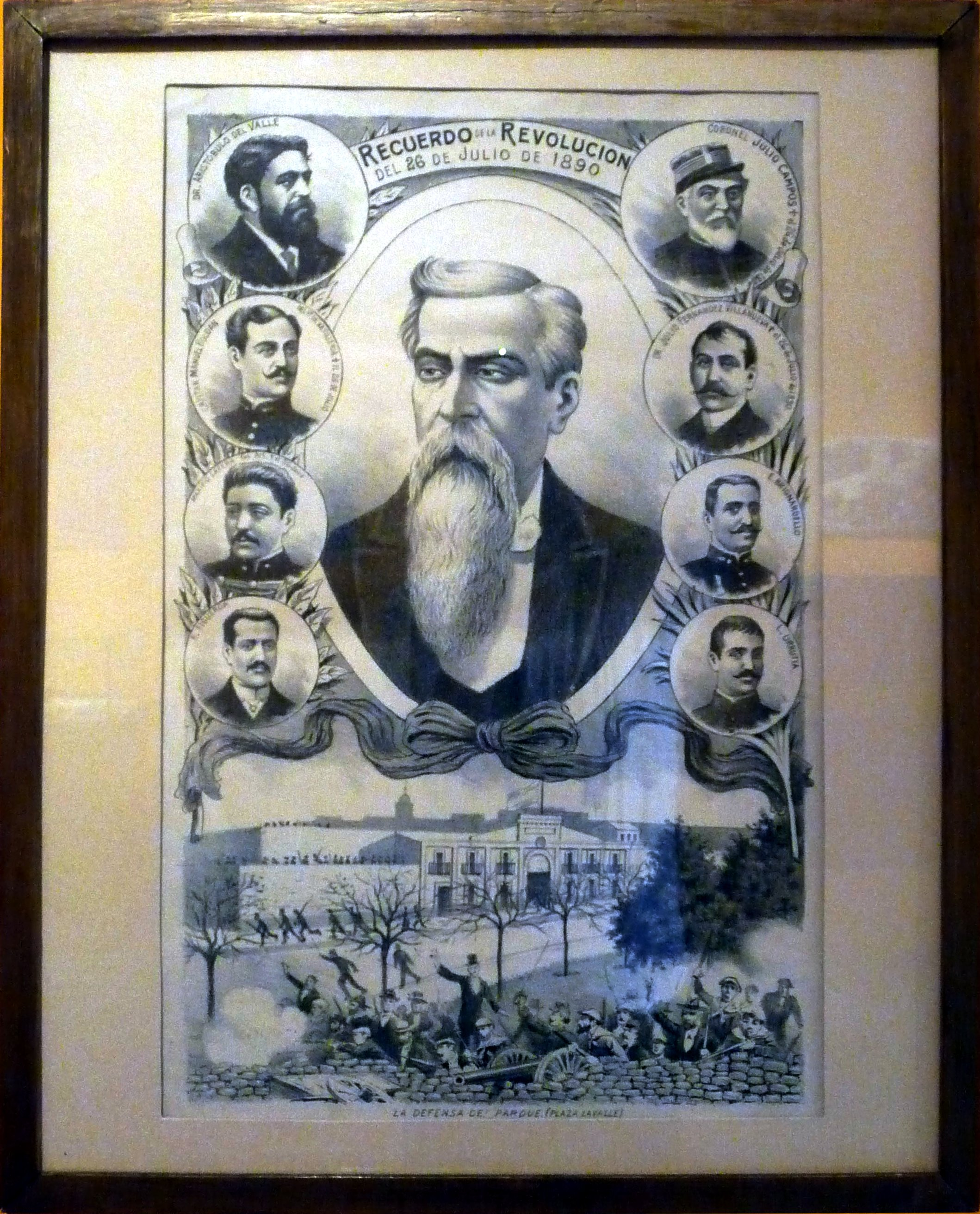
Руководители «Революционной хунты» в Парковой революции

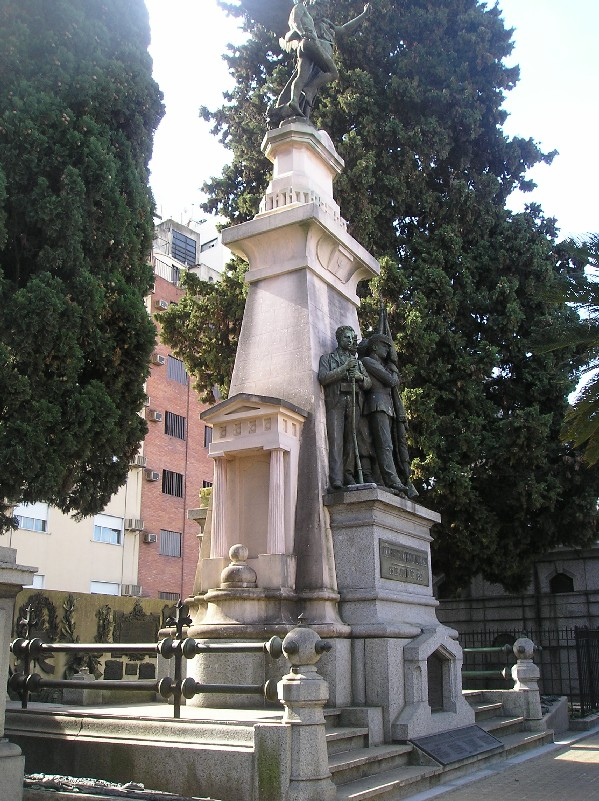
Монумент жертвам Парковой революции на Кладбище Реколета

Парковая революция (исп. Revolución del Parque), также известная, как Революции 1890 (Revolución de 1890), — восстание против национального правительства Аргентины, которое состоялось 26-29 июля 1890 года.

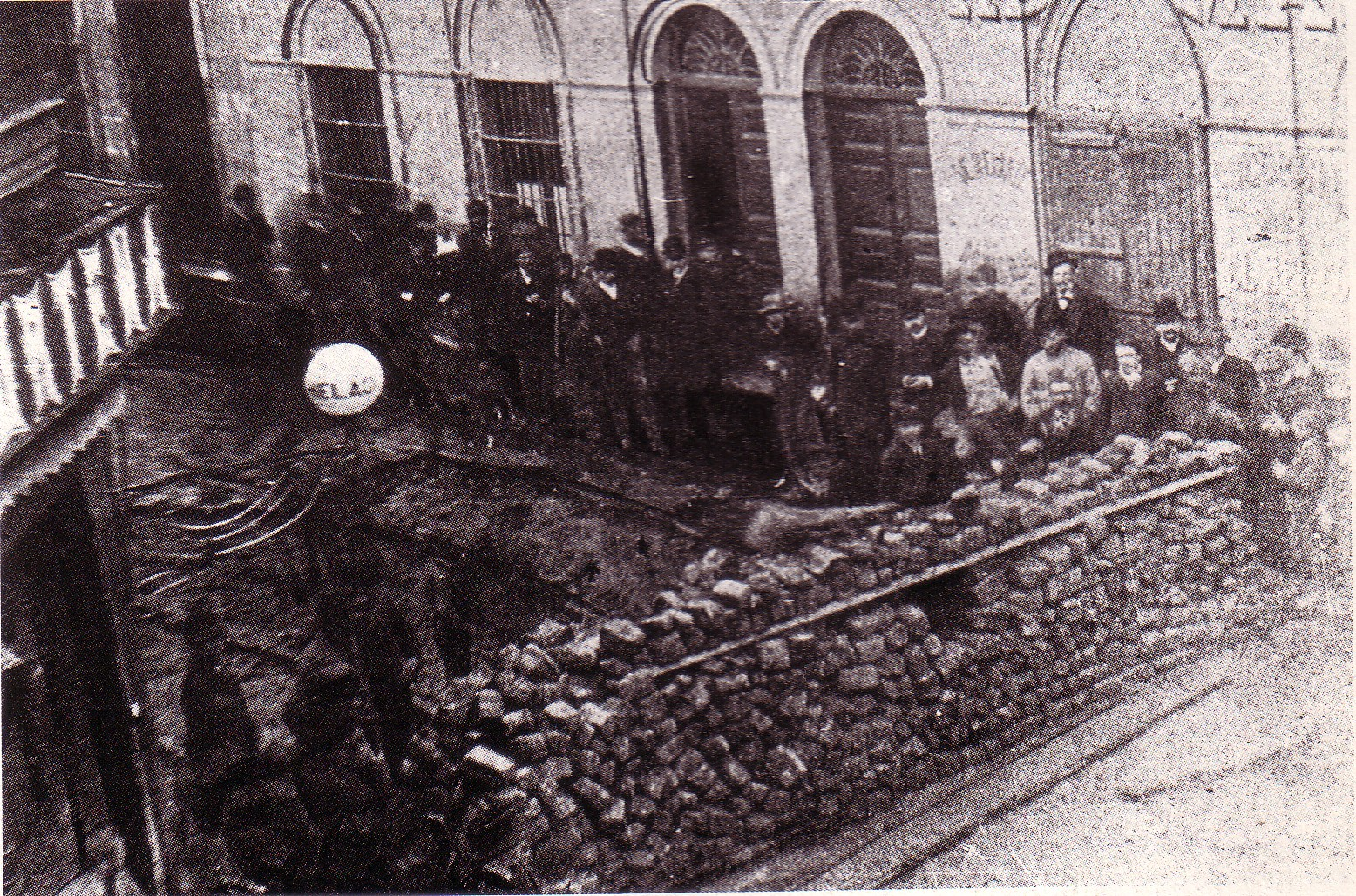
Баррикада революционеров

Ближе к концу 1889 года общее недовольство в стране (в основном, из-за высокой инфляции) побудило Гражданский союз попытаться свергнуть президента Мигеля Хуареса Сельмана, чье консервативное правление, как и у предыдущих президентов, было отмечено массовой фальсификацией выборов и коррупцией, с целью «избежать разорения страны».
Восстание возглавила гражданская революционная хунта. Восстание началось 26 июля 1890 года в Артиллерийском парке Буэнос-Айреса. Восстание возглавляли члены Гражданского союза во главе с Леандро Нисефоро Алемом и Бартоломе Митре (Гражданский союз впоследствии был реорганизован в Гражданский радикальный союз).
Противостояли повстанцам правительственные силы во главе с вице-президентом Карлосом Пеллегрини, Роке Саэнсом Пенья и Николасом Левалле.
Упустив инициативу и из-за отсутствия боеприпасов, революционеры потерпели поражение в считанные дни, но при этом имидж правительства серьёзно пострадал. Часть сенаторов потребовала отставки всей исполнительной власти и сената под председательством генерала Хулио Рока.
В результате восстания Хуарес Сельман был вынужден уйти в отставку, а место президента занял вице-президент Карлос Пеллегрини.